# António Francisco Cardim
Pour les articles homonymes, voir Cardim.
António Francisco Cardim, né vers 1596 à Viana do Alentejo (Portugal) et mort le 30 avril 1659 à Macao, est un prêtre jésuite portugais, missionnaire en Extrême-Orient, et l'un des auteurs du XVIIe siècle qui ont rapporté les événements relatifs aux pères de la Compagnie de Jésus en Chine et au Japon.

## Biographie
Entré le 24 février 1611 au noviciat des jésuites d’Évora, au Portugal, il demande avec insistance d'être envoyé dans les missions d'Extrème-Orient. Par dévotion pour saint François-Xavier il ajoute le prénom de 'Francisco' au sien. 
Il part finalement pour l’Inde en 1618 en compagnie de l'évêque Diogo Valente et termine ses études de théologie à Goa, où il est ordonné prêtre le 1er février 1621. En 1623, il part pour le Japon mais ne va pas plus loin que Macao. Le Japon est fermé car de graves persécutions déciment les chrétiens. Il entre alors dans l’empire chinois à Canton (Chine). En 1625 il est au Siam (actuelle Thaïlande), dont il apprend la langue pour pouvoir écrire un catéchisme et un petit traité sur la foi chrétienne.
En 1629, il revient à Macao, pour informer sur le danger dans lequel se trouve la Mission du Siam. En février 1631 Cardim passe dans le royaume du Tonkin (Vietnam d’aujourd'hui), avec Antonio de Fontes et Gaspar de Amaral: ils y sont reçus avec honneur par le roi. Apprenant l’existence du Royaume du Laos, Cardim souhaite y aller pour explorer la possibilité d’y établir une mission. Mais le roi du Siam ne lui permet pas d’y entrer. Il cherche à le faire par le Tonkin, mais tombe gravement malade. Ce qui le contraint à rentrer à Macao...
A Macao Cardim est par deux fois maitre des novices et recteur du collège (de 1632 à 1636). Élu procureur de la région il se rend en 1638 à Rome et au Portugal. Il reste à Rome plusieurs années et participe à la VIIIe Congrégation générale (1645-1646) qui élit Vincent Caraffa comme supérieur général des jésuites. 
De retour dans son pays natal, le Portugal, Cardim obtient un soutien important du roi Jean IV pour les missions. Il reprend la mer le 15 avril 1649 à bord du galion S. Lourenço, qui fait naufrage au large des côtes du Mozambique. Il doit y passer l’hiver. Fin mai 1650 il est arrivé à Goa. Il y écrit son rapport sur l’état des missions (jusqu’en 1649), intitulé Batalhas qu’il dédie au roi Jean IV. Durant la traversée qui le conduit de Goa à Macao son navire est intercepté au large de Malacca par des corsaires hollandais (15 juin 1652) qui le retiennent prisonnier durant deux ans et sept mois. La rançon payée il arrive finalement à Macao, épuisé par cette longue et pénible aventure maritime. Cardim meurt à Macao le 30 avril 1659.

## Écrits
Cardim a traduit lui-même certaines de ses œuvres du latin en portugais, et composa d’importants monographies sur les missions de la Compagnie de Jésus. Parmi elles son Fasciculus e Iapponicis floribus, publiée au Portugal sous le titre Elogios.... L'ouvrage contient, en plus de quatre-vingt huit gravures, une belle carte du Japon spécialement dessinée pour cet ouvrage. Cependant, étant donné que Cardim n'a jamais été au Japon, il est probable que cette carte soit une adaptation d’une autre due au jésuite João Rodrigues Tsuzu.
- Relação da gloriosa morte de quatro Embaixadores Portugueses... con cincoenta e sete de seus companheiros Christãos, Lisboa, 1643.
- Relatione della Provincia del Giappone, Roma-Firenze, 1645.
- Fasciculus e Iapponicis floribus, Roma, 1646.  en portugais : Elogios e Ramalhete de flores..com o Cathalogo de todos os Religiosos e Seculares, Lisboa, 1650.
- Cathalogus regularium et saecularium, qui in Iapponiae Regnis...violenta morte sublati sunt, Roma, 1646.
- Batalhas da Companhia de Jesus na sua gloriosa Provincia de Japão, Lisboa, 1894.